# 勝北郡
- 令制国一覧 > 山陽道 > 美作国 > 勝北郡
- 日本 > 中国地方 > 岡山県 > 勝北郡

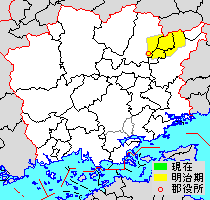
岡山県勝北郡の位置

勝北郡（しょうぼくぐん）は、1900年まで岡山県（美作国）にあった郡。

## 郡域
1878年（明治11年）に行政区画として発足した当時の郡域は、下記の区域にあたる。
- 津山市の一部（加茂川、津川川より南東かつ福井、河面、近長以北）
- 美作市の一部（矢田、小畑、大町、久賀、梶並、東谷下、東谷上より北西）
- 勝田郡奈義町の全域
- 勝田郡勝央町の一部（植月中、平、田井以北および太平台の一部）

## 歴史
中世に勝田郡が勝南郡・勝北郡に分割されて成立。郡衙の位置は不明。寛文元年（1661年）から元禄11年（1698年）までは勝田北郡を称した。「勝北」は「しょうぼく」「しょうほく」の2通りの読み方があったが、郡区町村編制法施行時に「しょうぼく」が正式な読み方となった。

### 近世以降の沿革
- 「旧高旧領取調帳」に記載されている明治初年時点での支配は以下の通り。（89村）

| 知行   | 知行       | 村数 | 村名 |
| ------ | ---------- | ---- | --- |
| 幕府領 | 生野代官所 | 41村 | 下野田村、柿村、美野村、石生村、上香山村、曽井村、矢田村、豊久田村、豊久田村上分、豊久田村八日市分、豊久田村杉原分、中島村西分、中島村東分、久賀村、沢西村、沢東村、広岡村、宮内村、西原村西分、西原村東分、植月北村、植月北村西分、余野村、小畑村、関本村、関本村前ヶ谷分、馬桑村、梶並中谷村、真殿村、右手村、東谷下村、東谷上村、久常村、行方村、成松村、皆木村、小坂村、楮村、高円村、高殿村、荒内東村 |
| 幕府領 | 倉敷代官所 | 13村 | 荒内西村、上町川村、北野村西分、北野村東分、是宗村、広戸村市場分、広戸村市場西分、広戸村奥津川分、広戸村大岩分、広戸村草屋分、新野山形村、近藤村、下町川村 |
| 幕府領 | 龍野藩預地 | 3村  | 植月中村、田井村西分、田井村東分 |
| 藩領   | 常陸土浦藩 | 16村 | 堀坂村、妙原村、近長村、福井村、田熊上村、田熊下村、津川原村、平村、植月東村西分、植月東村東分、勝加茂西上村、勝加茂西中村、勝加茂西下村、新野西下村、新野西中村、新野西上村 |
| 藩領   | 美作津山藩 | 10村 | 河面村、楢村、上町川村下分、勝加茂東村坂上分、勝加茂東村安井分、勝加茂東村東原分、新野東村下分、新野東村上東分、新野東村上西分、上野田村 |
| 藩領   | 上野沼田藩 | 6村  | 石生村上分、真加部村、大町村、向原村、河原村、河内村 |

- 慶応4年
  - 閏4月28日（1868年6月28日） - 幕府領のうち生野代官所の管轄地域が久美浜県の管轄となる。
  - 5月16日（1868年7月5日） - 幕府領のうち倉敷代官所の管轄地域が倉敷県の管轄となる。
  - 5月 - 龍野藩預地が鶴田藩領となる。
- 明治2年
  - 8月10日（1869年9月15日） - 久美浜県の管轄地域が生野県の管轄となる。
  - 徳川宗家の駿河府中藩への転封により、生野県の管轄地域の一部（余野村・小畑村・関本村・関本村前ヶ谷分・馬桑村・梶並中谷村・真殿村・右手村・東谷下村・東谷上村・久常村・行方村・成松村・皆木村・小坂村・楮村・高円村・高殿村・荒内東村）、倉敷県の管轄地域の一部（近藤村・下町川村）が挙母藩の管轄となる。
- 明治3年10月14日（1870年11月7日） - 領知替えにより土浦藩領が生野県の管轄となる。
- 明治4年
  - 7月14日（1871年8月29日） - 廃藩置県により、藩領が津山県、沼田県、鶴田県、挙母県の管轄となる。
  - 11月15日（1871年12月26日） - 第1次府県統合により、全域が北条県の管轄となる。
- 明治5年（1872年） - 以下の村の統合が行われる。（60村）
  - 中島村 ← 中島村西分、中島村東分
  - 豊沢村 ← 沢西村、沢東村
  - 西原村 ← 西原村西分、西原村東分
  - 梶並東谷村 ← 東谷下村、東谷上村
  - 梶並西谷村 ← 皆木村、小坂村、楮村
  - 広戸村 ← 広戸村市場分、広戸村市場西分、広戸村奥津川分、広戸村大岩分、広戸村草屋分
  - 田井村 ← 田井村西分、田井村東分
  - 田熊村 ← 田熊上村、田熊下村
  - 植月東村 ← 植月東村西分、植月東村東分
  - 勝加茂東村 ← 勝加茂東村坂上分、勝加茂東村安井分、勝加茂東村東原分
  - 新野東村 ← 新野東村下分、新野東村上東分、新野東村上西分
  - 豊久田村上分・豊久田村八日市分・豊久田村杉原分が豊久田村に、植月北村西分が植月北村に、関本村前ヶ谷分が関本村に、真殿村・右手村が梶並中谷村に、高殿村が高円村に、上町川村下分が上町川村に、石生村上分が石生村に、向原村が大町村に、河内村が真加部村にそれぞれ合併。
- 明治7年（1874年） - 北野村西分・北野村東分・近藤村が合併して滝本村となる。（58村）
- 明治9年（1876年）4月18日 - 第2次府県統合により岡山県の管轄となる。
- 明治10年（1877年） - 荒内東村が中島村に合併。（57村）
- 明治11年（1878年）9月29日 - 郡区町村編制法の岡山県での施行により、行政区画としての勝北郡が発足。郡役所が勝加茂西村に設置。
- 明治13年（1880年）11月 - 郡役所を広戸日本原に移す。
- 明治14年（1881年）（65村）
  - 梶並中谷村が分割して梶並村・真殿村・右手村となる。
  - 梶並東谷村が分割して東谷上村・東谷下村となる。
  - 梶並西谷村が分割して皆木村・小坂村・楮村となる。
  - 広戸村が分割して広戸市場村・広戸大岩村・広戸大吉村・広戸奥津川村となる。
- 明治18年（1885年） - 真加部村の一部が分立して河内村となる。（66村）
- 明治19年（1886年）（69村）
  - 中島村が分割して中島西村・中島東村となる。
  - 勝加茂東村が分割して勝加茂原村・勝加茂安井村・勝加茂坂上村となる。
- 明治22年（1889年）6月1日 - 町村制の施行により、以下の各村が発足。（13村）
  - 新野村 ← 新野西上村、新野西中村、新野西下村、新野東村、新野山形村（現・津山市）
  - 広戸村 ← 広戸市場村、広戸大岩村、広戸大吉村、広戸奥津川村（現・津山市）
  - 勝加茂村 ← 勝加茂西上村、勝加茂西中村、勝加茂西下村、勝加茂原村、勝加茂安井村、勝加茂坂上村、上野田村、下野田村、楢村（現・津山市）
  - 広野村 ← 近長村、河面村、福井村、田熊村（現・津山市）
  - 植月村 ← 植月東村、植月中村、植月北村、平村（現・勝田郡勝央町）
  - 吉野村 ← 美野村、田井村、曽井村、上香山村（現・勝田郡勝央町）、豊久田村（現・美作市、勝田郡勝央町）
  - 勝田村 ← 矢田村、河内村、小畑村、大町村、真加部村、余野村、久賀村（現・美作市）
  - 古吉野村 ← 石生村、河原村、下町川村（現・勝田郡勝央町）
  - 北吉野村 ← 上町川村、滝本村、荒内西村、中島西村、中島東村（現・勝田郡奈義町）
  - 豊田村 ← 豊沢村、広岡村、宮内村、成松村、久常村、是宗村、柿村（現・勝田郡奈義町）
  - 豊並村 ← 西原村、皆木村、行方村、高円村、関本村、小坂村、馬桑村（現・勝田郡奈義町）
  - 梶並村 ← 梶並村、東谷上村、東谷下村、真殿村、右手村、楮村（現・美作市）
  - 滝尾村 ← 堀坂村、妙原村、津川原村（現・津山市）
- 明治27年（1894年）4月1日 - 勝南郡と勝北郡の2郡役所が合併。勝北勝南郡役所を勝間田に設置。
- 明治33年（1900年）4月1日 - 郡制の施行により、勝北郡・勝南郡の区域をもって勝田郡が発足。同日勝北郡廃止。

## 行政
歴代郡長
| 代 | 氏名 | 就任年月日                | 退任年月日                | 備考 |
| -- | ---- | ------------------------- | ------------------------- | ---- |
| 1  |      | 明治11年（1878年）9月29日 |                           |      |
|    |      |                           | 明治27年（1894年）3月31日 | 廃官 |

勝北・勝南郡長
| 代 | 氏名 | 就任年月日               | 退任年月日                | 備考                           |
| -- | ---- | ------------------------ | ------------------------- | ------------------------------ |
| 1  |      | 明治27年（1894年）4月1日 |                           |                                |
|    |      |                          | 明治33年（1900年）3月31日 | 勝南郡との合併により勝北郡廃止 |